# Xã Chester, Quận Clinton, Ohio
Xã Chester (tiếng Anh: Chester Township) là một xã thuộc quận Clinton, tiểu bang Ohio, Hoa Kỳ. Năm 2010, dân số của xã này là 1.967 người.